# Погрузочно-доставочная машина

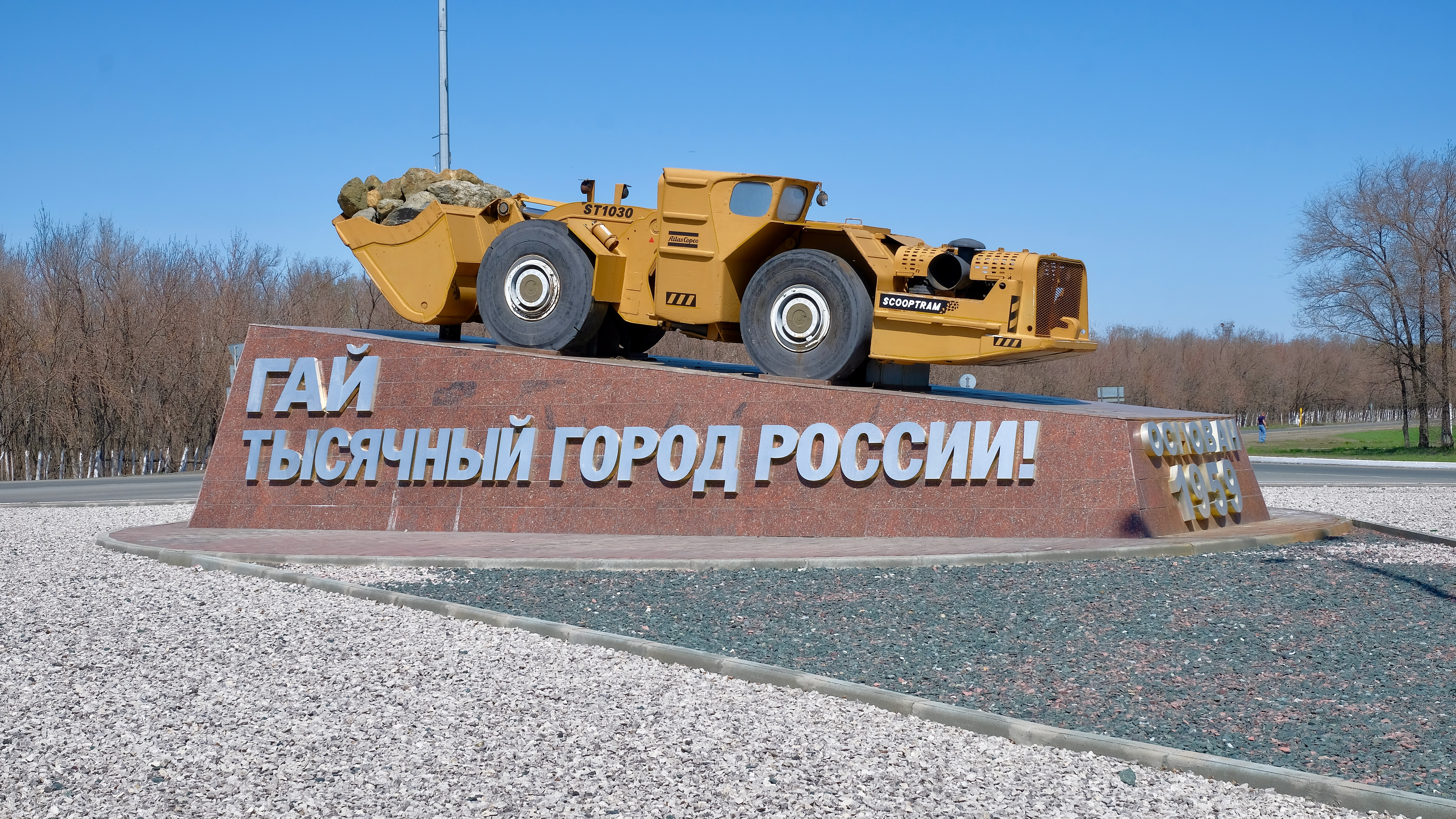
Погрузочно-доставочная машина фирмы Atlas Copco. Памятник в городе Гай.

Погру́зочно-доста́вочная маши́на (ПДМ) — машина, служащая для погрузки и транспортирования отделённой горной породы при подземных горных работах.

## Характеристики погрузочно-транспортных машин
- грузоподъёмность — от 2 т
- вместимость ковша — от 1 м³
- мощность двигателя — от 50 кВт
- скорость — от 20 км/ч
- габаритные размеры: длина — от 6 м, ширина — от 1,4 м, высота — от 1,9 м
- высота разгрузки ковша — от 1,2 м
- масса — от 7 т
- производительность — от 100 т

## Применение погрузочно-транспортных машин
- механизированная погрузка породы
- механизированная транспортировка полезных ископаемых
- разгрузка, перегрузка горной массы

## Рабочие инструменты погрузочно-транспортных машин
- ковшевой рабочий орган
- стрела
- кабина
- кабина управления
- силовая установка
- шасси

## Классификация погрузочно-транспортных машин
по конструктивному исполнению и принципу действия
- ковшовые погрузочно-транспортные машины (с погрузочно-транспортным мостом)
- бункерные погрузочно-транспортные машины (с ковшовым погрузочным органом и аккумулирующим бункер-кузовом)

по габаритным размерам
- малогабаритные погрузочно-транспортные машины
- крупногабаритные погрузочно-транспортные машины

Широко используются ковшовые ПДМ. Основные преимущества: высокая мощность и производительность, мобильность при автономном приводе (как правило, гидравлическом), способность преодолевать подъёмы с уклоном до 20° (порожняком), возможность одновременной работы в нескольких забоях.
Бункерные ПДМ предназначены для погрузки раздробленной горной массы и доставки её до места разгрузки на расстояние не более 100 м в основном при прохождении горно-подготовительных и нарезных выработок, когда по условиям вентиляции нельзя использовать более мощные дизельные ковшовые ПДМ.
Бункерная ПДМ состоит из пневмоколёсного шасси с приводом от пневмодвигателей вращательного движения, ковшового рабочего органа нижнего черпания ёмкостью 0,12-0,54 {\displaystyle {\text{м}}^{3}}, самосбрасывающего бункер-кузова ёмкостью 0,75-2,5 {\displaystyle {\text{м}}^{3}} и системы управления.

## Производители погрузочно-транспортных машин
Основные производители ПДМ: ООО "Гормеханикс" (Россия) Архивная копия от 11 июня 2021 на Wayback Machine» (Россия), «Автомаркет Майнинг» (Россия),«Sandvik Mining» (Швеция), «Atlas Copco» (Швеция), «Wagner», «Eimco» (США), «Jarvis clark» (Канада), «Gutenhoffnungshutte», «HERBST SMAG», «Schopf» (Германия), «ARA» (Финляндия), «Equipment Miner» (Франция), «Kawasaki» (Япония).